# يوجين فولمر
يوجين فولمر هو سياسي أمريكي، ولد في 17 نوفمبر 1917 في Ephrata Township, Pennsylvania ‏ في الولايات المتحدة، وتوفي في 1 يوليو 1977. نشط حزبياً في الحزب الجمهوري. وقد انتخب عضو مجلس نواب بنسيلفانيا ‏.